# Caieiras
Caieiras – miasto i gmina w Brazylii, w stanie São Paulo. Znajduje się w mezoregionie Metropolitana de São Paulo i mikroregionie Franco da Rocha.
W mieście ma siedzibę klub piłkarski Colorado Caieiras.